# ویلی فن در کویلن
ویلی فن در کویلن (هلندی: Willy van der Kuijlen؛ ۶ دسامبر ۱۹۴۶ – ۱۹ آوریل ۲۰۲۱) بازیکن فوتبال اهل هلند بود.

## باشگاهی
از باشگاه‌هایی که در آن بازی کرده‌است می‌توان به باشگاه فوتبال ام‌وی‌وی ماستریخت و باشگاه فوتبال پی‌اس‌وی آیندهوون اشاره کرد.

## تیم ملی
وی همچنین در تیم ملی فوتبال هلند بازی کرده‌است.

## مرگ
فن در کویلن که مدتها از بیماری آلزایمز رنج می‌برد، در ۱۹ آوریل ۲۰۲۱ در سن ۷۴ سالگی درگذشت.